# Plovdiv
Pour l'oblast, voir Plovdiv (oblast).
Plovdiv (en bulgare : Пловдив ; en grec ancien : Φιλιππόπολις / Philippópolis ; en grec moderne : Φιλιππούπολη / Filippoúpoli ; en turc : Filibe) est la deuxième ville de Bulgarie (derrière Sofia), chef-lieu de l'oblast de Plovdiv et unique territoire de l'opština Plovdiv-Grad, sur la Maritsa. En 2023, elle compte environ 367 932 habitants. Son aire d'influence s'étend sur une vaste région paysanne (tabac, élevage...) de la plaine de Thrace.

## Géographie

### Transports
- Aéroport de Plovdiv.
- Gare centrale de Plovdiv.

### Enseignement
- Université agricole de Plovdiv
- Université de Plovdiv

### Économie
- Balkancar record, construction de machines diverses.

## Histoire

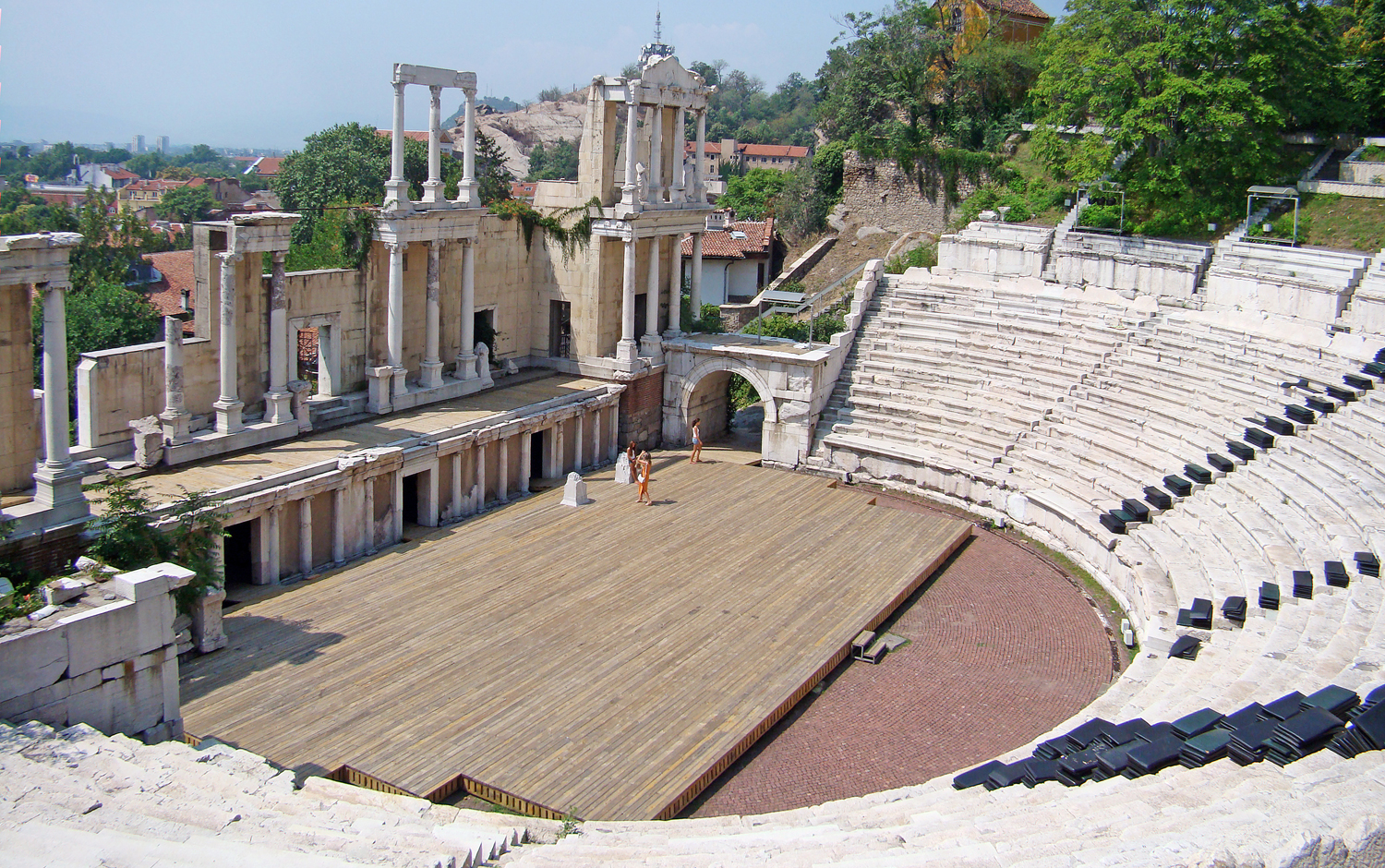
Théâtre romain de Plovdiv.

Plovdiv est la plus ancienne ville d'Europe encore peuplée, connue, les premières traces de civilisation trouvées à cet endroit datant de la période mycénienne, soit la fin du IIe millénaire av. J.-C. Plovdiv était alors une ville fortifiée thrace appelée Eumolpias. En 342 av. J.-C., elle fut conquise par Philippe II de Macédoine, père d'Alexandre le Grand, qui la renomma Philippopolis. Plus tard, elle devint indépendante dans le cadre des royaumes thraces, jusqu'à son intégration à l'Empire romain, sous lequel elle fut appelée Trimontium (ville des trois collines). Elle devint alors la capitale de la province de Thrace (Thracia). Trimontium était un carrefour important dans l'Empire romain.
La Via Militaris, la plus grande route militaire de la péninsule balkanique, la traversait. Ce fut l'une des époques les plus brillantes de l'histoire de la ville. Trimontium était construite sur trois collines avec de nombreux bâtiments publics, des mausolées, des thermes et théâtres. De nombreuses ruines de la période romaine y sont encore visibles, par exemple, le théâtre romain de Plovdiv et l'odéon romain de Plovdiv, dans la vieille ville, où l'extrémité du stade romain construit sous l'actuelle rue principale, qui traverse le centre-ville. De surcroît, on a retrouvé des monnaies de bronze des IIe et IIIe siècles aux légendes en grec mentionnant le nom de la ville de Philippopolis et celui du gouverneur romain de Thrace, qui avait ordonné leur frappe.
Les Slaves s'installèrent dans la région au milieu du VIe siècle. Plovdiv devint bulgare pour la première fois en 815. Au cours des siècles, elle passa successivement entre les mains des Byzantins et des Bulgares, avant que la ville soit conquise par l'empire ottoman en 1364. Le nom « Plovdiv » apparaît pour la première fois au XVe siècle et dérive d'un des noms antiques de la ville, « Pulpudeva », connue par les Slaves d'abord comme « Păldin » (Пълдин).
En 1837, une épidémie de peste tue près de cent mille personnes en Bulgarie, dont quinze mille à Plovdiv.
Sous la domination ottomane, Plovdiv fut le centre du mouvement national bulgare en Roumélie orientale. Même si la ville fut libérée des Ottomans par la bataille de Plovdiv, en 1878, elle ne fit pas partie de la principauté de Bulgarie, nouvellement établie. Elle devint la capitale de la région semi-indépendante de Roumélie orientale, jusqu'à ce que cette région rejoigne finalement la Bulgarie en 1885, après la réunification du pays. Cet événement est commémoré par une statue sur la place de la Réunification (площад Съединение : ploštad Săedinenie). À cette époque, la ville avait une population d'environ 33 500 habitants, dont 45 % de Bulgares, 25 % de Grecs, 21 % de Turcs, 6 % de Juifs et 3 % d'Arméniens.
À l'époque communiste, après la fin de la Seconde Guerre mondiale, Plovdiv fut le centre du mouvement démocratique, qui renversa finalement le régime de Todor Jivkov en 1989. Plovdiv a accueilli des expositions spécialisées dans le cadre de sa Foire internationale par trois fois (en 1981, 1985 et 1991).
Alphonse de Lamartine a séjourné à Plovdiv lors de son voyage en Orient, et l'on peut voir dans une maison près du théâtre romain des photos du port de Marseille avec des légendes ainsi qu'une plaque commémorative, le tout en français.
En 2019, Plovdiv est avec Matera (Italie), capitale européenne de la culture.

## Tourisme
La vieille ville conserve et préserve d'importantes traces des cultures préhistoriques, thraces, macédoniennes, romaines, byzantines, ottomanes, dont :
- Odéon romain ;
- Théâtre romain de Plovdiv ;
- Stade romain ;
- Petite basilique paléochrétienne ;
- Basilique épiscopale ;
- Forum romain.

On trouve plusieurs édifices religieux d'importance :
- la Synagogue de Plovdiv ;
- la cathédrale catholique Saint-Louis ;
- le sanctuaire catholique Notre-Dame-de-Lourdes.

De la Bulgarie moderne, sont remarquables :
- Maison Kouyumdjiev devenu Musée ethnographique régional de Plovdiv ;
- Maison Stepan Hindliyan ;
- Maison Balabanov ;
- Maison Veren Stanbolyan ;
- Maison Nikola Nedkovitch ;
- Maison Klianti ;
- Grande Rue, piétonne ? 44Ryako Daskalov et Knyaz Aleksandar I ;
- Quartier Kapana (la trappe, district créatif).

### Institutions
- Institut municipal du Vieux Plovdiv ;
- Rue de l'artisanat Stramna ;
- Musée régional d'histoire naturelle ;
- Musée de la Danse et des Arts ;
- Musée archéologique régional ;
- Musée d'histoire régional ;
- Musée ethnographique régional ;
- Galerie d'art municipale ;
- Foire Internationale de Plovdiv.
- Mosquée (1380)

## Personnalités
Plovdiv est la ville natale de :
- Ali Riza Artunkal (1881-1959), homme politique.
- Aleksandra Monedzhikova (1889-1959), géographe, historienne, écrivaine, militante sociale et enseignante.
- Carlos Fernandez (1905-1966), céramiste.
- Henri Calef (1910-1994), scénariste et réalisateur français.
- Boris Christoff (1914-1993), chanteur d'opéra.
- Angel Wagenstein (1922-2023), cinéaste.
- Georgi Popov (1944-2024), footballeur.
- Moni Ovadia (1946-), acteur italien.
- Petar Lesov (1960-), champion olympique de boxe.
- Asen Zlatev (1960-), haltérophile, champion olympique.
- Stefka Kostadinova (1965-), athlète recordwoman du saut en hauteur.
- Diana Paliiska (1966-), kayakiste.
- Hristo Stoitchkov (1966-), footballeur, lauréat du Ballon d'or 1994.
- Sonya Yoncheva (1981-), soprano.
- Miroslav Barnyashev (1985-), catcheur.
- Tsvetana Pironkova (1987-), joueuse de tennis professionnelle, athlète olympique.
- Petia Arshinkova (1998-), joueuse de tennis professionnelle.
- Gergana Topalova (2000-), joueuse de tennis professionnelle.

Sont morts à Plovdiv :
- Zlatiou Boyadjiev (1903-1976), peintre.

## Sport
La ville compte deux clubs de football qui évoluent en première division du Championnat de Bulgarie : le PFK Botev Plovdiv qui joue au Stade Hristo Botev et le PFK Lokomotiv Plovdiv qui joue au Stade Lokomotiv.

## Villes jumelées

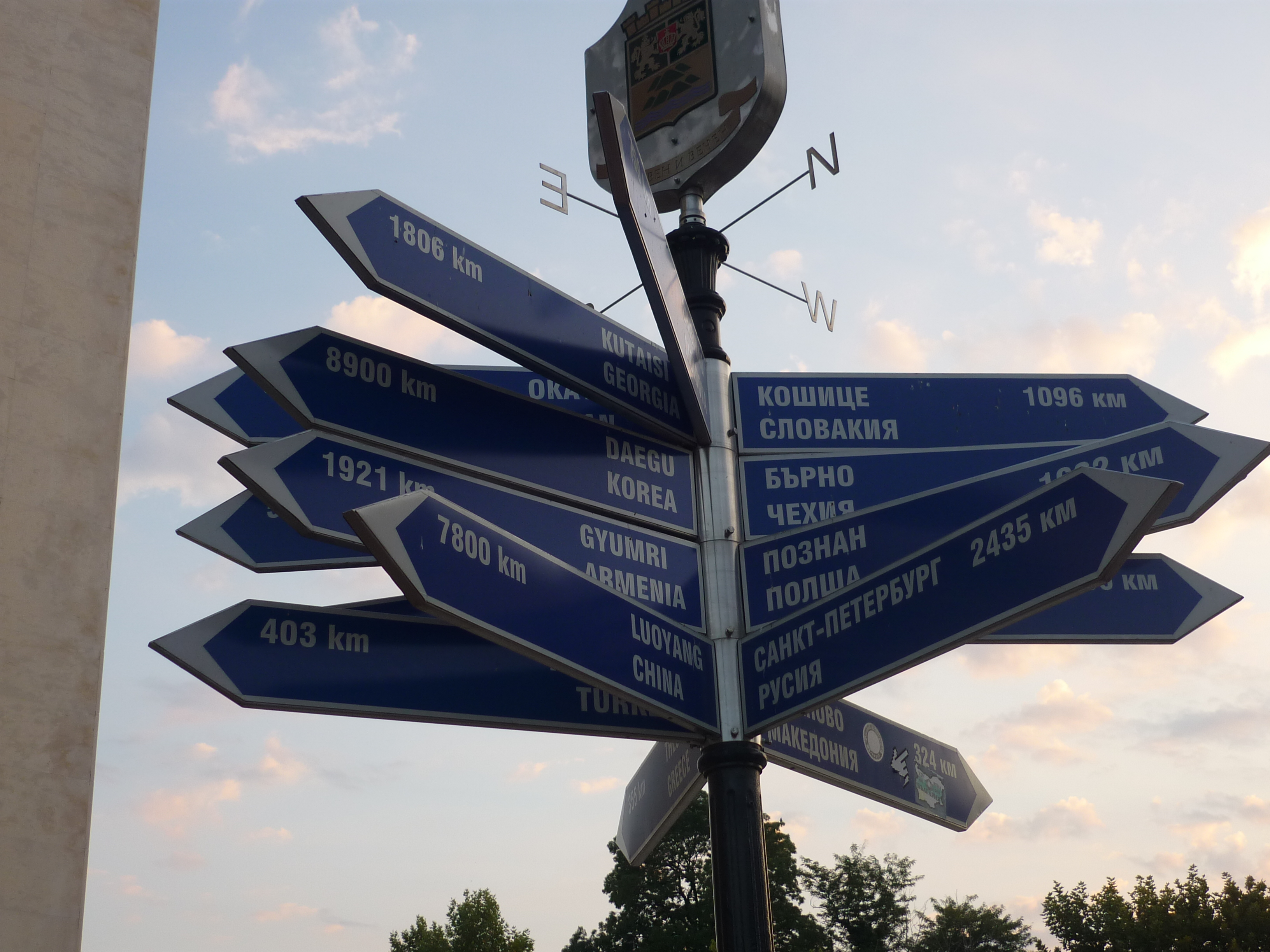
Panneau de directions représentant les villes jumelées avec Plovdiv.

- Brno (Tchéquie) depuis 1989[9].
- Bursa (Turquie) depuis 1998[9].
- Columbia (États-Unis) depuis 1993.
- Daegu (Corée du Sud) depuis 2002.
- Gyumri (Arménie) depuis 2004[9].
- Istanbul (Turquie) depuis 2001[9].
- Kastoria (Grèce)[9].
- Košice (Slovaquie) depuis 2000[9].
- Koumanovo (Macédoine) depuis 2003[9].
- Koutaissi (Géorgie) depuis 1995[9].
- Leipzig (Allemagne) depuis 1975[9].
- Luoyang (Chine) depuis 1994.
- Ohrid (Macédoine) depuis 1999[9].
- Okayama (Japon) depuis 1973[9].
- Pétra (Jordanie)[9].
- Poznań (Pologne)[9].
- Rome (Italie)[9], pour les sept collines (Pacte d'Amitié et de Coopération).
- Saint-Pétersbourg (Russie) depuis 1980[10],[9].
- Thessalonique (Grèce) depuis 1983[9].
- Valencia (Venezuela)[9].
- Djeddah (Arabie saoudite)[9].

## Galerie de photos

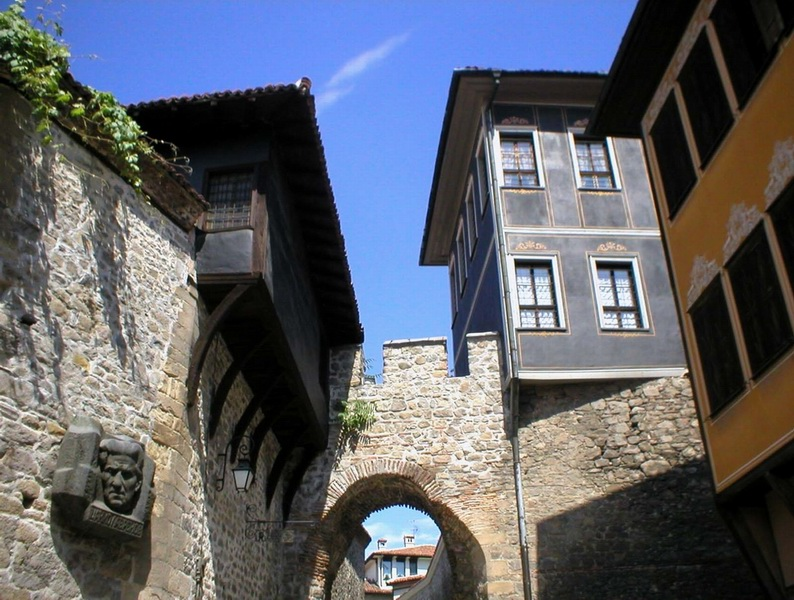
Tova
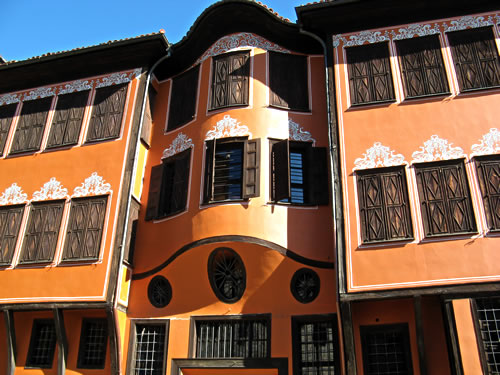
une maison typique
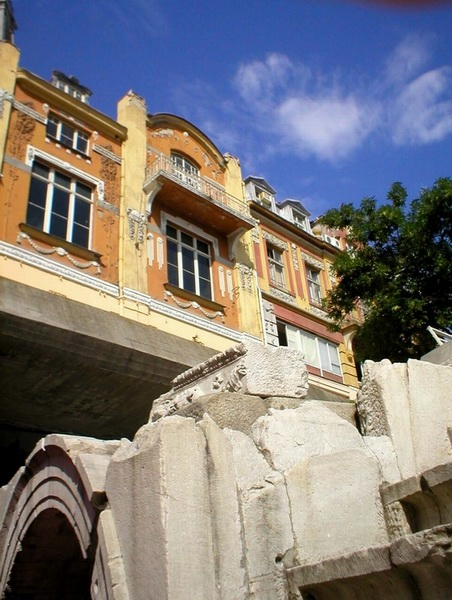
Une maison
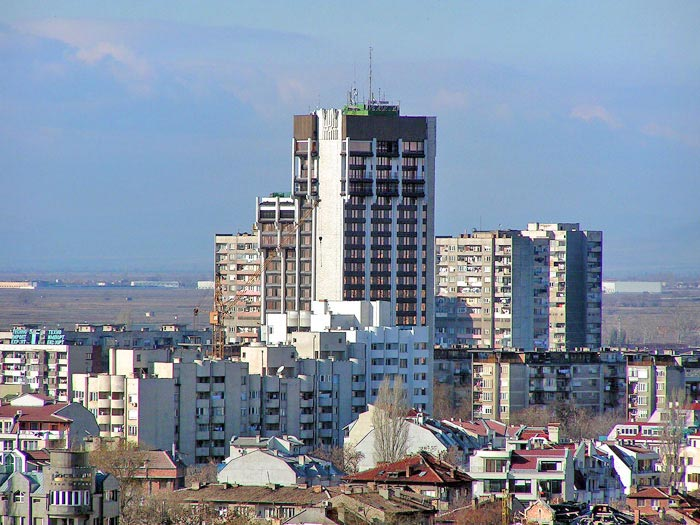
Neka
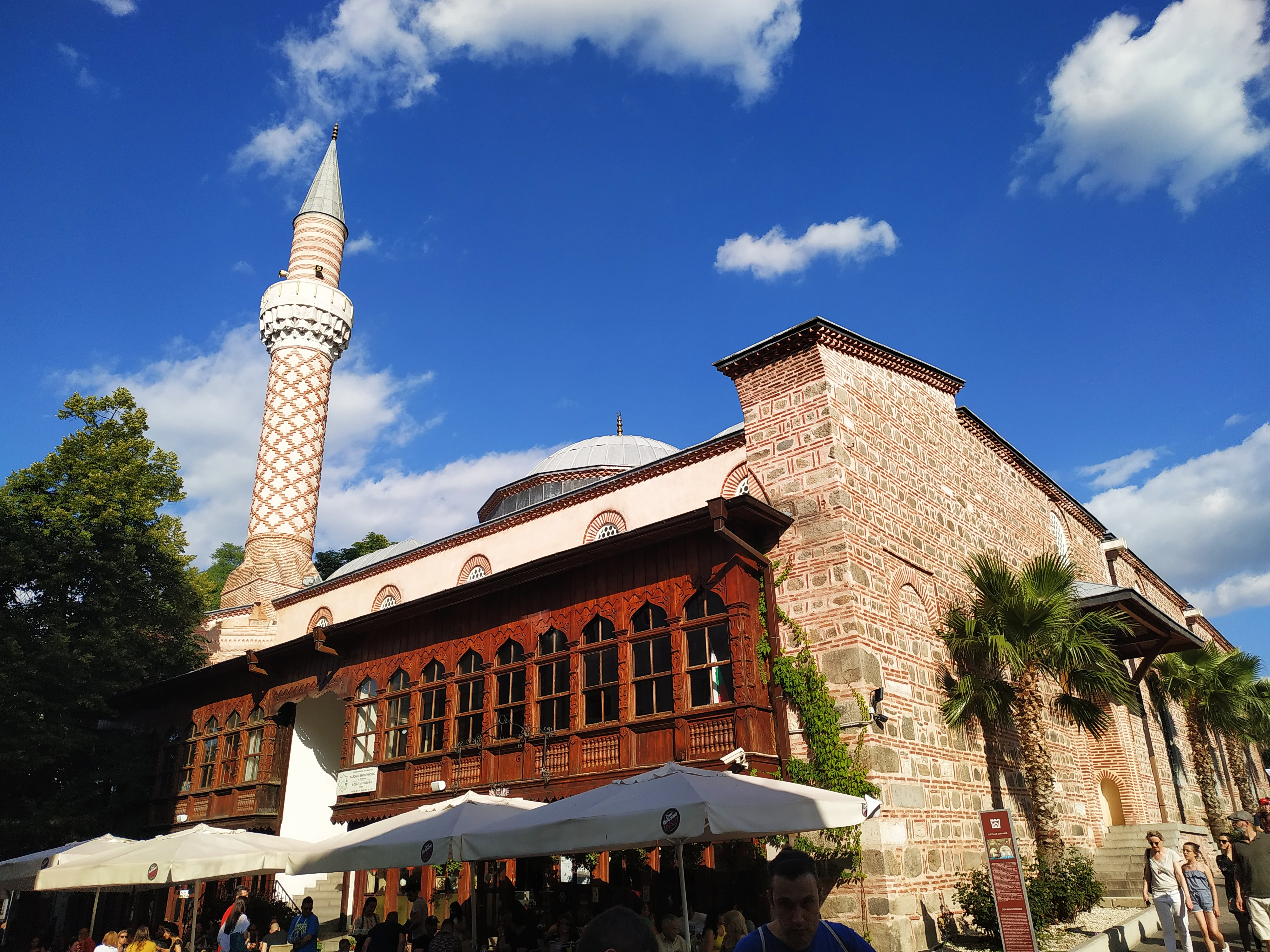
Mosquée à Plovdiv construite par Murat Hudavendiga vers 1364-1369
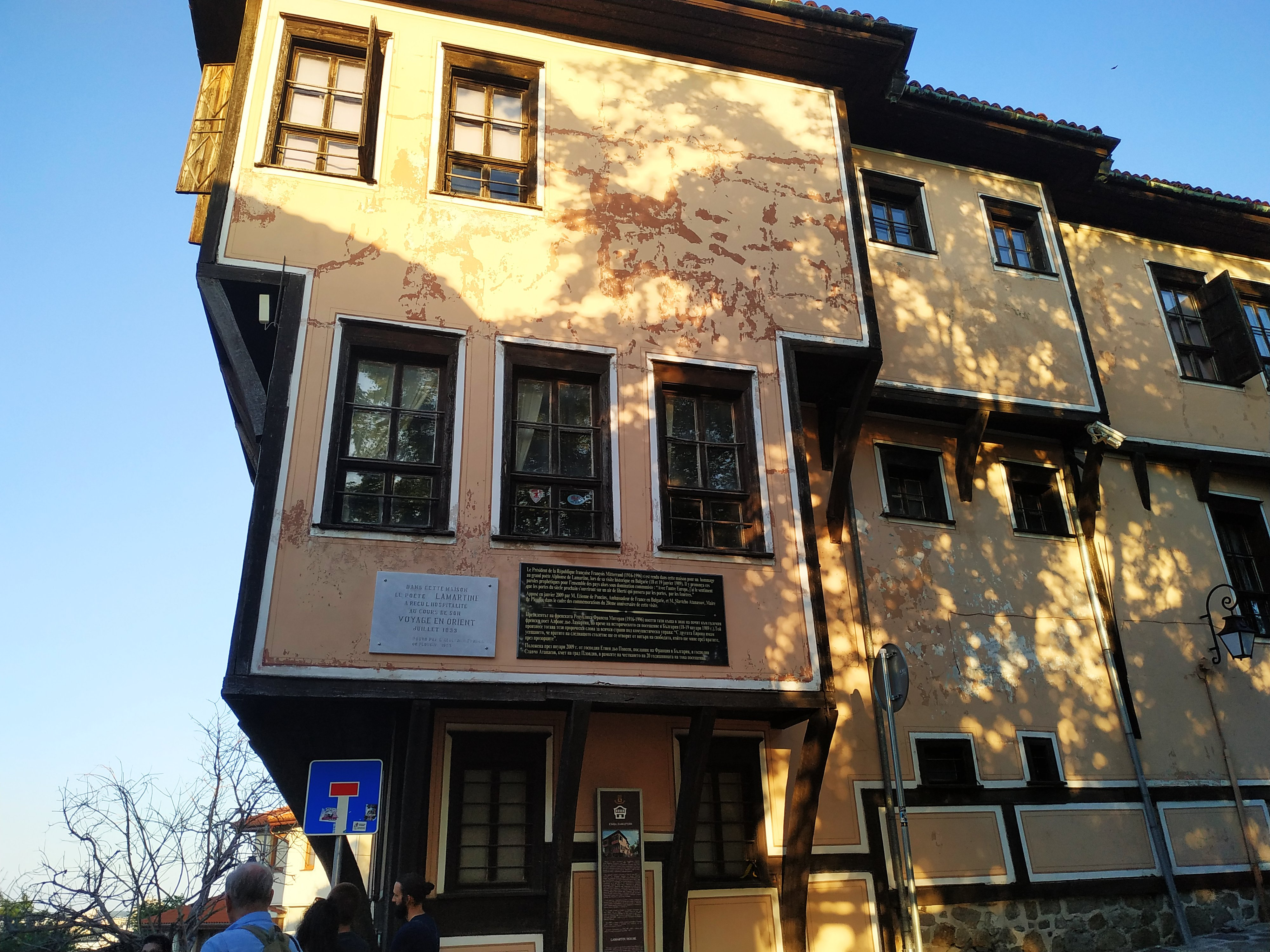
Une maison typique de 1883
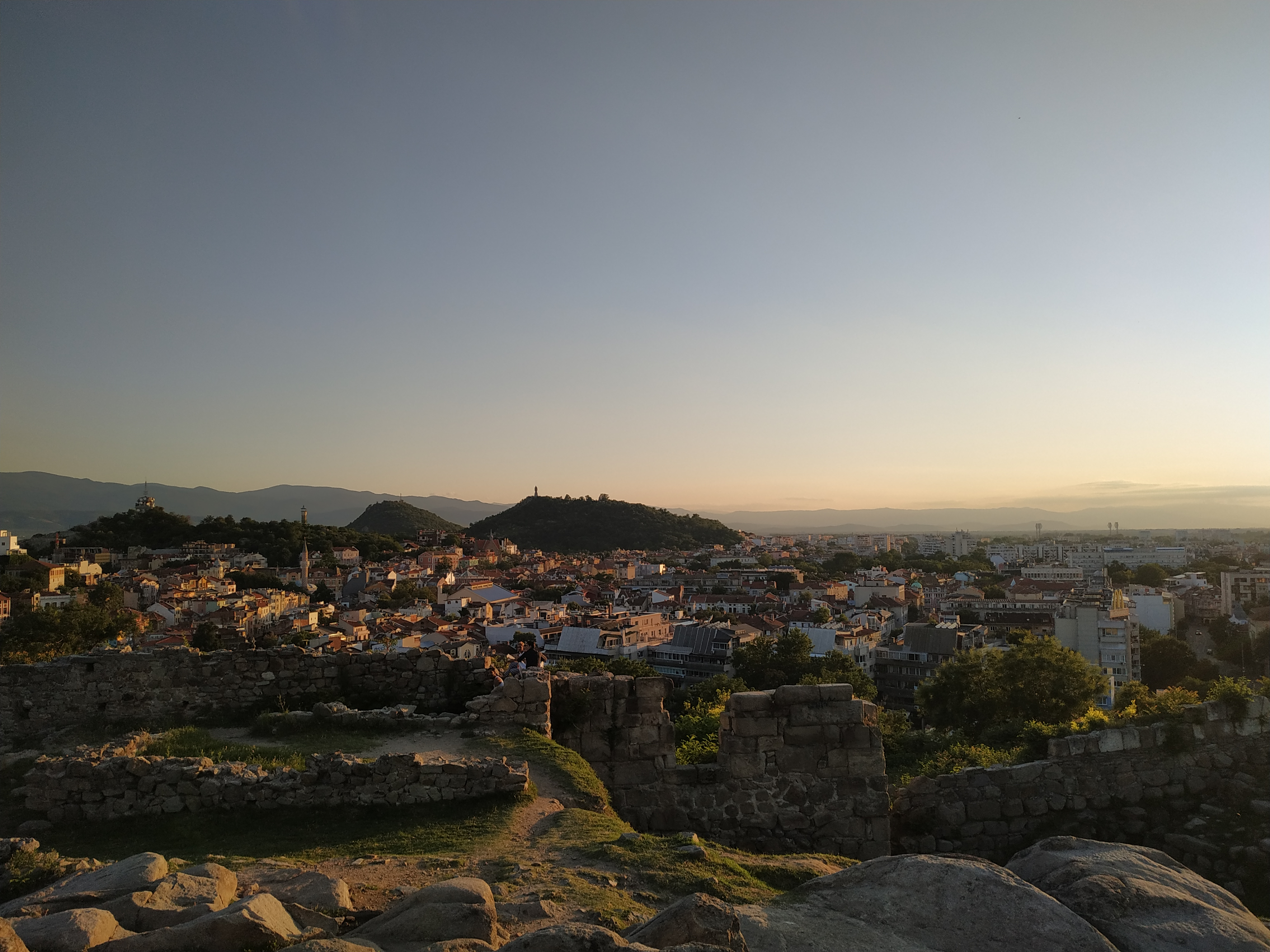
Panorama de la ville
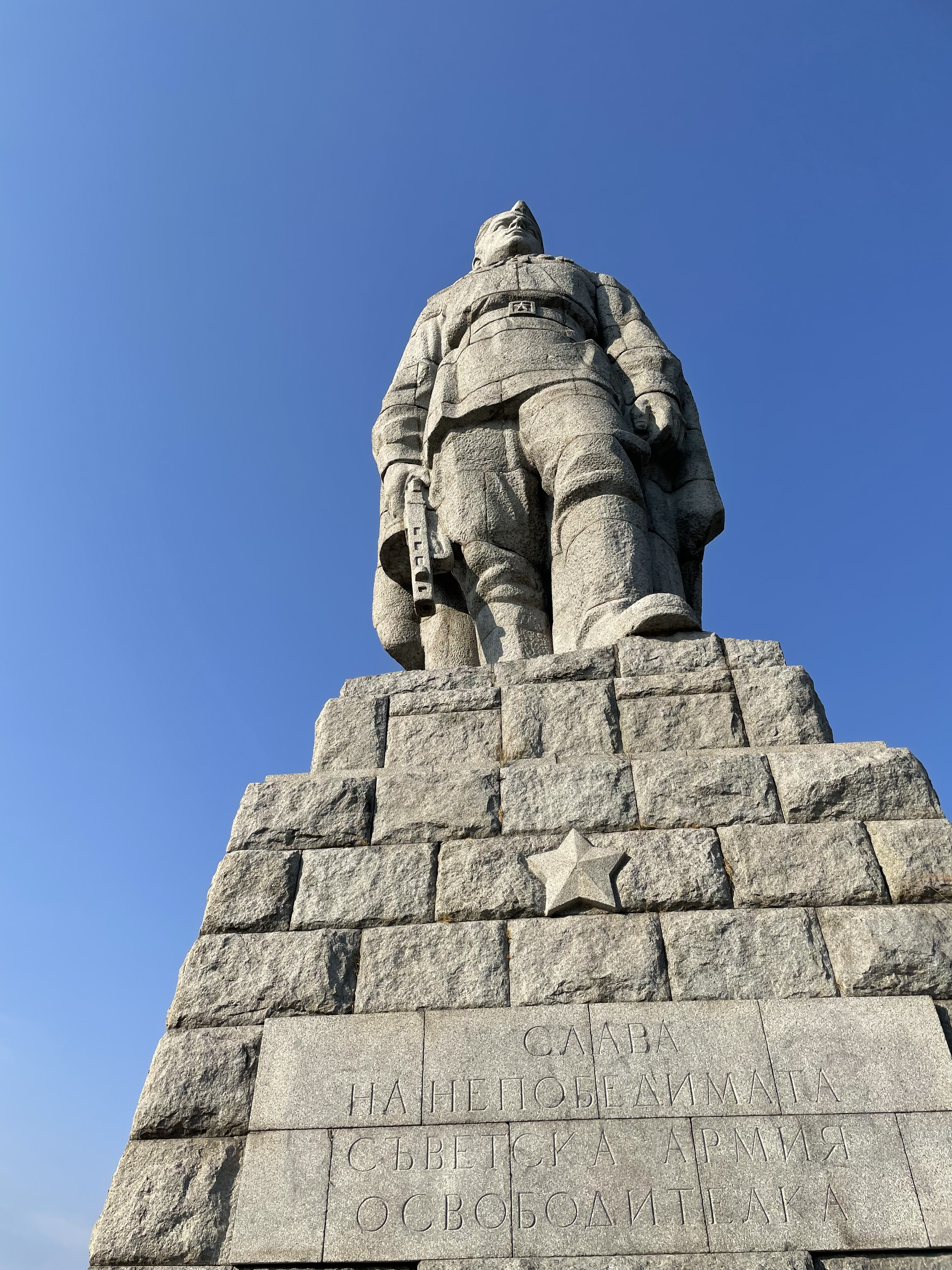
Monument d'Aliocha